# Neporadza (Trenčín)
Neporadza (in tedesco Borschan-Neporatz, in ungherese Neporác) è un comune della Slovacchia facente parte del distretto di Trenčín, nella regione omonima.

## Storia
È citata per la prima volta in un documento storico nel 1269, quale possedimento in parte del castello di Trenčín e in parte dei conti Bosány. 
Ha dato i natali a Alfonz Bednár (1914-1989), scrittore e sceneggiatore.